# Oxypetalum aurantiacum
Oxypetalum aurantiacum là một loài thực vật có hoa trong họ La bố ma. Loài này được Malme ex Chodat & Hassler mô tả khoa học đầu tiên năm 1908.